# Винт, Маре
Маре Винт (эст. Mare Vint), урождённая Маре Мянд (эст. Mare Mänd), по советским документам Маре Иоханнесовна Винт (15 сентября 1942, Таллин — 10 мая 2020) — советская и эстонская художница-график; известна как автор произведений, характеризуемых как «идеальные пейзажи».

## Биография

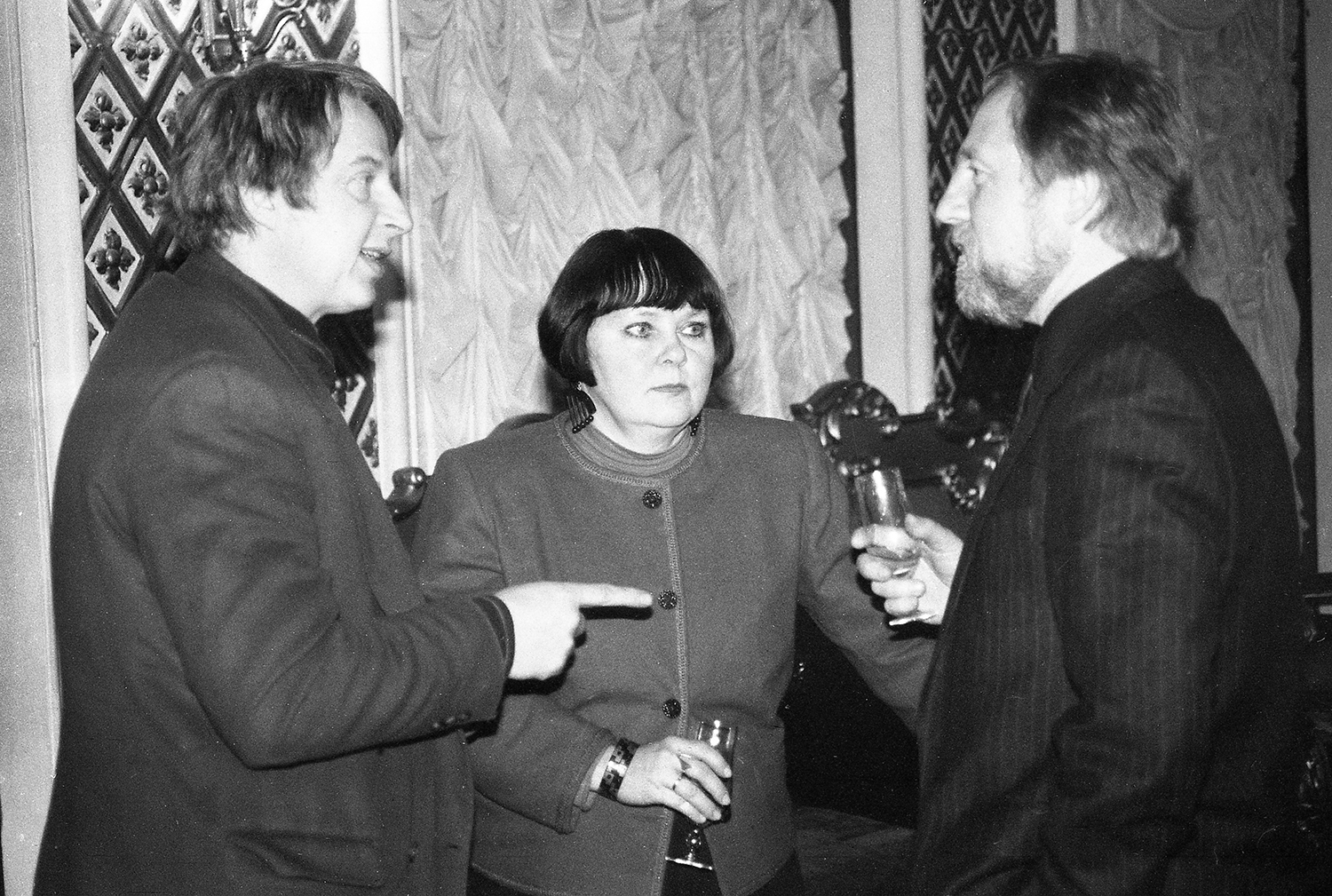
Андерс Толтс, Маре Винт и Анатолий Страхов, 1994 год

Окончила среднюю школу № 9 в 1961 году. В 1962—1967 годах училась в Государственном институте художеств Эстонской ССР, окончив её по специальности «художник по стеклу». В 1967—1969 годах — учитель рисования в таллинской школе № 46 (ныне Пелгулиннская гимназия), позже свободный художник.
Член Союза эстонских художников с 1973 года и Ассоциации эстонских гравёров с 1992 года.
С 1968 года начали выставляться её работы, выполненные в технике рисования цветными карандашами и чернилами, а также в технике литографии и сериграфии. В основном Винт работала на бумаге, уже в поздние годы начав рисовать на холсте. Она входила в состав эстонского авангардного движения, имевшего связи с русскими андерграундными художниками той эпохи, и активно участвовала в международных биеннале в 1970-е и 1980-е годы.
В центре её творчества находился так называемый «идеальный пейзаж», поиск гармонии между рукотворными сооружениями и природой. По мнению Эстонского музея архитектуры, эстетика работ Винт связывалась с реакционностью художников её поколения, которые черпали мотивы из типично японской лаконичности через намёки и пустоту. В то же время в её архитектурных мотивах можно было распознать и постмодернистское восприятие, введенное в эстонское художественное сообщество молодыми архитекторами в 1970-е годы (исторические здания, элементы классицизма, отношения между природой и городской средой). Работы Маре Винт второй половины 1960-х — первой половины 1970-х характеризуются чёрно-белым контрастом рисунков, в которых цвет является скорее условным.
Работы Винт являются экспонатами таких музеев, как музей Адамсона-Эрика (Художественный музей Эстонии), Эстонский художественный музей в Таллине, Тартуский художественный музей, Пушкинский музей и Третьяковская галерея в Москве, музей Людвига в Кёльне, Библиотека Конгресса США, художественный музей Нового Орлеана, музей Зиммерли в Нью-Джерси, Художественный музей Лаппеэнранты и многие другие.
Была замужем в 1967—1976 годах за Тынисом Винтом и за Андресом Толтсом с 1987 года и до его смерти в 2014 году.

## Некоторые известные работы
- Балкон (1973) — литография, бумага, 60,3 х 56 см[3]
- Кирпичная стена (1977) — литография, бумага, 62,1 x 60,2 см[3]
- Четыре женщины (1977) — индийские чернила, бумага, 41,5 x 40,7 см[3]
- В большом лесу (1978) — литография, бумага[3]
- Напряжение II (1995) — литография, бумага, 42 x 41 см[3]

## Награды

### Премии
- Специальный приз III международного биеннале рисунка в Риеке (1972)[6][10]
- Городская премия 11-й международного биеннале графики в Любляне (1975)[6][10]
- Специальный приз 4-й Таллинского триеннале эстампа (1977)[6] (премия газеты Sirp ja Vasar)[10]
- Специальный приз 9-й Таллинского триеннале эстампа (1992)[6]
- Премия Яана Йенсена в области книжной графики[эст.] (1984, Таллин)[6]
- Диплом 7-й Таллинского триеннале эстампа (1986)[6]
- Диплом 8-й Таллинского триеннале эстампа (1989)[6]
- Премия имени Кристьяна Рауда[эст.] (2001)[6]
- Премия галереи G (2007, Таллин)[6]
- Диплом трёхгодичной выставки MANU PROPRIA (2009, Таллин)[6]
- Премия Фонда поддержки визуальных и прикладных искусств культурной столицы Эстонии за выдающиеся заслуги[эст.] (2019)[11]

### Государственные награды
- Орден Белой звезды IV класса (2015)[12][13]